# Россол Олег Анатолійович
Олег Анатолійович Россол (нар. 25 квітня 1986, м. Сновськ (з 2020 року — Сновська міська територіальна громада Корюківського району), Чернігівська область, Українська РСР, СРСР) — український спортсмен, майстер спорту міжнародного класу України з вільної боротьби, срібний призер юніорського чемпіонату Європи з боротьби 2006 року та срібний призер юніорського чемпіонату світу з боротьби 2006 року, тренер відділення вільної боротьби Корюківської та Сновської ДЮСШ.

## Життєпис та спортивні досягнення
Олег Россол народився у квітні 1986 року в місті Сновську на Корюківщині Чернігівської області. Займатися вільною боротьбою почав у 1997 році ще навчаючись у загальноосвітній школі в рідному місті. У 9 класі перейшов на навчання до Бороварського спортінтернату. Після закінчення загальноосвітньої школи тут же здобув рівень молодшого спеціаліста Броварського училища. В 2005 році вступив на спеціальність фізична культура  Глухівського державного педагогічного університету. Активно тренувався шість днів на тиждень. Весною 2006 року виграв молодіжний чемпіонат України з боротьби та став майстром спорту України. У 2006 році успішно виступав на юніорських чемпіонатах Європи та світу з боротьби (у категорії до 66 кг). Українська команда завдяки сріблу Олега Россола посіла третє місце на чемпіонаті Європи і світу 2006 року. Його перший тренер — директор спортивного клубу «Витязь» із Сновська Анатолій Косевич. Загалом, Олег Россол — неодноразовий призер та переможець змагань міжнародного та всеукраїнського рівнів. З 2010 року перейшов до категорії до 74 кг. Тренери спортсмена — Анатолій Косевич та Олександр Новіков. Він довгий час був членом збірної України з вільної боротьби. Зокрема, у 2008—2009 роках був кандидатом на участь у XXX літніх Олімпійських іграх у м. Лондоні (Велика Британія).

## Громадська та педагогічна діяльність
Після завершення виступів Олег Россол обійняв посаду тренера відділення вільної боротьби Корюківської ДЮСШ на Чернігівщині (спортивний клуб з вільної боротьби «Витязь»). Окрім того, він веде активну громадську діяльність з розвитку дитячого спорту. Разом з Вадимом Сергійком та Анатолієм Косевичем віце-чемпіон став співавтором проєкту «Територія самовдосконалення» (встановлення спортивного комплексу воркаут за Будинком культури), що в серпні 2021 року став переможцем у конкурсі Громадського бюджету по м. Сновську. Зокрема, Олег Россол член правління громадської організації "Молодіжний спортивно-оздоровчий клуб «Витязь» у місті Сновську на Чернігівщині. У 2023 році Олег Россол вступив на навчання на освітньому ступені «Магістр» Глухівського національного педагогічного університету імені Олександра Довженка за спеціальністю «Середня освіта (Фізична культура)».

## Особисте життя
У 2010 році через травми рік не займався спортом та одружився. У 2011 році переїхав з Чернігова до Сновська, де почав працювати директором ДЮСШ та тренером. Навесні 2011 року повернувся до занять вільною боротьбою, але через травми вимушений був рано завершити спортивні виступи.
Дружина - вчитель історії та правознавства. Діти:син Гліб (нар. 2011), син Ілля (нар. 2016).